# Politechnika Narodowa w Atenach
Politechnika Narodowa w Atenach, Politechnika Ateńska (gr. Εθνικό Μετσόβιο Πολυτεχνείo, dosł. Narodowa Politechnika Metsowska) – grecka politechnika w Atenach, założona w 1836 roku.
| Ranking krajowy                            | 2014 |
| ------------------------------------------ | ---- |
| Webometryczny ranking uniwersytetów świata | 2    |
| Ranking światowy                           | 2014 |
| Webometryczny ranking uniwersytetów świata | 289  |